# Chli Ruchen
Chli Ruchen är en bergstopp i Schweiz.   Den ligger i kantonen Uri, i den centrala delen av landet, 100 km öster om huvudstaden Bern. Toppen på Chli Ruchen är 2 944 meter över havet, eller 237 meter över den omgivande terrängen. Bredden vid basen är 1,3 km.
Terrängen runt Chli Ruchen är huvudsakligen mycket bergig. Närmaste större samhälle är Erstfeld, 11,2 km väster om Chli Ruchen. 
Trakten runt Chli Ruchen består i huvudsak av gräsmarker. Runt Chli Ruchen är det ganska glesbefolkat, med 22 invånare per kvadratkilometer.